# Pardosa ecatli
Pardosa ecatli är en spindelart som beskrevs av Jiménez 1985. Pardosa ecatli ingår i släktet Pardosa och familjen vargspindlar. Inga underarter finns listade i Catalogue of Life.